# Pisselberg
Pisselberg est un quartier de la commune de Dannenberg, dans le Land de Basse-Saxe.

## Géographie
Le village se situe à 1,5 km au nord-ouest de la zone centrale de Dannenberg, sur une hauteur plate et allongée dans les basses terres de la Jeetzel. La Jeetzel, endiguée du côté du village, coule au-delà de la limite sud-ouest de la ville. La ligne ferroviaire de Hitzacker à Dannenberg passe sur un barrage directement à la limite nord de la colonie.

## Histoire
Dans la nuit du 21 au 22 août 1847, le village semble avoir complètement brûlé, comme en témoignent de nombreuses inscriptions de maisons. La reconstruction a ensuite lieu, en éclaircissant l'ancien noyau de colonie et l'étendant en une extension semblable à un village le long de la route de Dannenberg. Plusieurs des maisons-halles à quatre colonnes indépendantes des pignons étaient orientées avec leurs pignons commerciaux non pas vers la rue du village, mais vers la prairie. En raison de la construction ultérieure de la ligne de chemin de fer (1869-1873), ces maisons sont coupées de l'accès direct aux basses terres. Le noyau du paysage urbain actuel a très peu changé par rapport à la période de reconstruction de 1848. Dans le sud-est, cependant, le village s'est ensuite agrandi avec quelques nouveaux bâtiments.
Le 1er juillet 1972, Pisselberg est incorporée à la ville de Dannenberg.
L'émetteur de Dannenberg-Pisselberg, une installation de radiodiffusion sur ondes moyennes, fonctionne de 1978 à 1998. Le mât est démonté en 2014.